# Ломикамінь
Ломикамінь (Saxifraga) — рід трав'янистих рослин родини ломикаменеві (Saxifragaceae). Етимологія: лат. saxum — «камінь», лат. frango — «ламати». Типовий вид: Saxifraga granulata.

## Характеристики
Трави багаторічні (але S. adscendens — дворічний, S. tridactylites — однорічний), іноді кореневищні, іноді столонові; каудекс не м'ясистий, лускатий, іноді з цибулинками, трав'янисті частини волохаті чи залозисті, іноді голі. Квіткові стебла в основному випростані, листяні, 1–40[-100] см. Листки в прикореневій розетці й стеблові (зменшені) чергові (супротивні в S. nathorstii, S. oppositifolia); прилистки відсутні; черешки відсутні або присутні; листові пластини різноманітної форми й можуть бути лопатеві чи нелопатеві. Квіти двостороннє симетричні, двостатеві (одностатеві в S. eschscholtzii). Чашолистків (4)5(7 або 8), зелені, іноді червонуваті на кінцях, іноді більш-менш фіалкові. Пелюстки відсутні або їх (4)5, білі, кремові, жовті, помаранчеві, червоні, рожеві або фіолетові, часто жовто-, апельсиново- або червоно-плямі. Тичинок (8 або)10. Плоди — коробочки. Насіння численне, коричневого кольору, довгастої, еліпсоїдної або яйцеподібної форми, гладке, бугорковиде або сосочкувате.

## Поширення
Рід налічує приблизно 450 видів, поширених в Північній Америці, Південній Америці (Анди), Євразії, Північній Африці; в основному в північно-помірних, арктичних і гірських районах. Численні види культивуються як декоративні садові рослини.
В Україні ростуть: ломикамінь висхідний (Saxifraga adscendens), ломикамінь повзучий (Saxifraga aizoides), ломикамінь переломниковий (Saxifraga androsacea), ломикамінь мохуватий (Saxifraga bryoides), ломикамінь бульбоносний (Saxifraga bulbifera), ломикамінь карпатський (Saxifraga carpatica), ломикамінь зернистий (Saxifraga granulata), ломикамінь болотяний (Saxifraga hirculus), ломикамінь зволожений (Saxifraga irrigua), ломикамінь жовто-зелений (Saxifraga luteoviridis), ломикамінь волотистий (Saxifraga paniculata), ломикамінь п'ємонтський (Saxifraga pedemontana), ломикамінь трипальчастий (Saxifraga tridactylites); ймовірно вимер: ломикамінь супротивнолистий (Saxifraga oppositifolia) … раніше до роду було віднесено Micranthes stellaris.

## Галерея

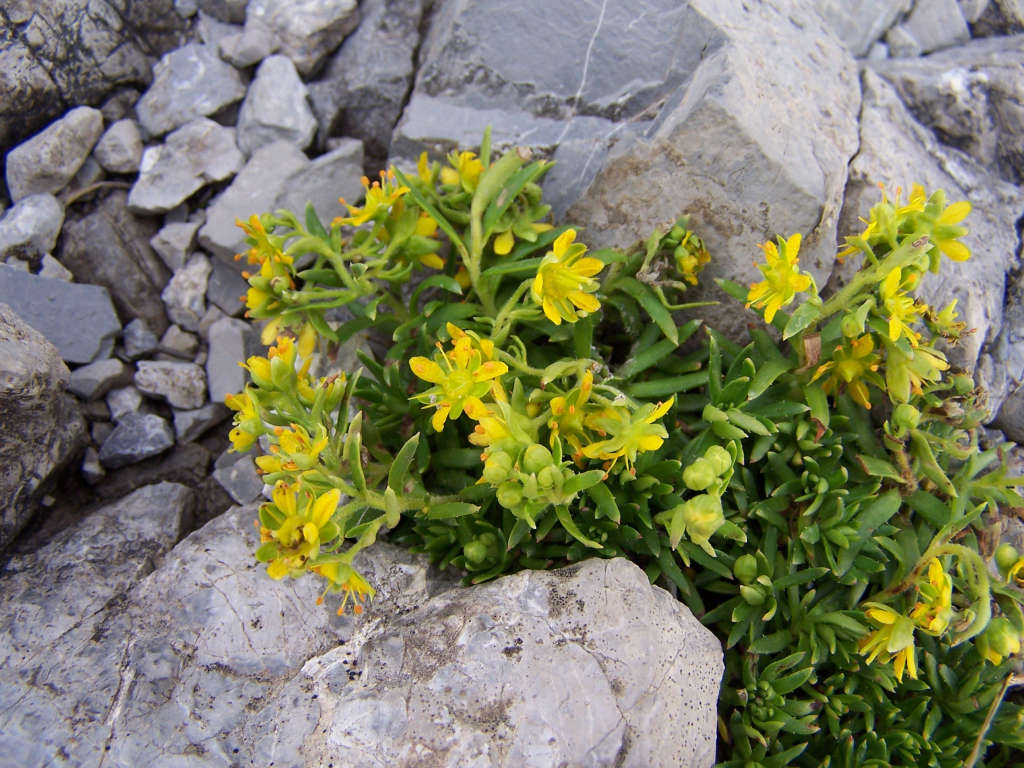
Saxifraga aizoides
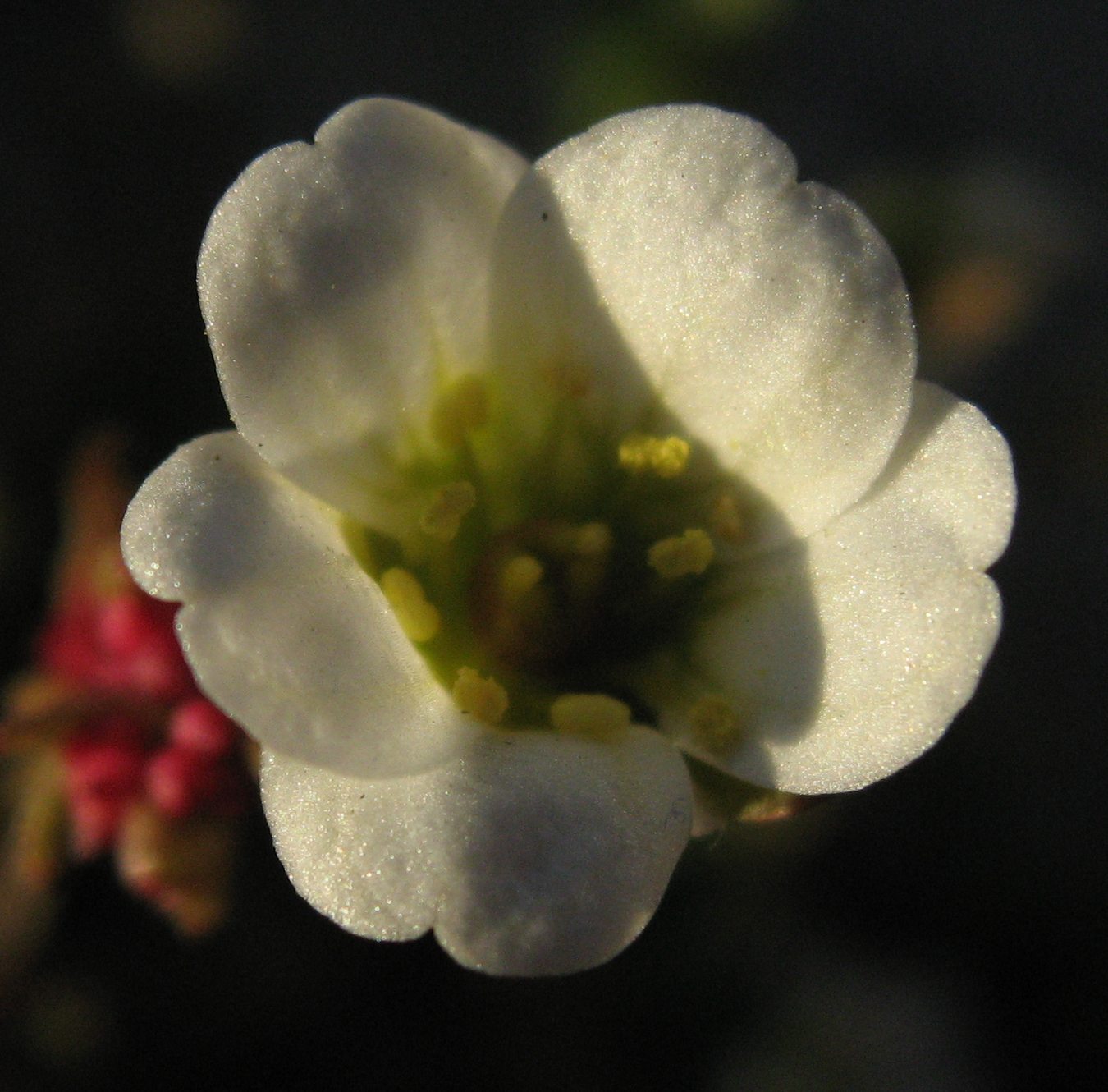
Saxifraga cernua
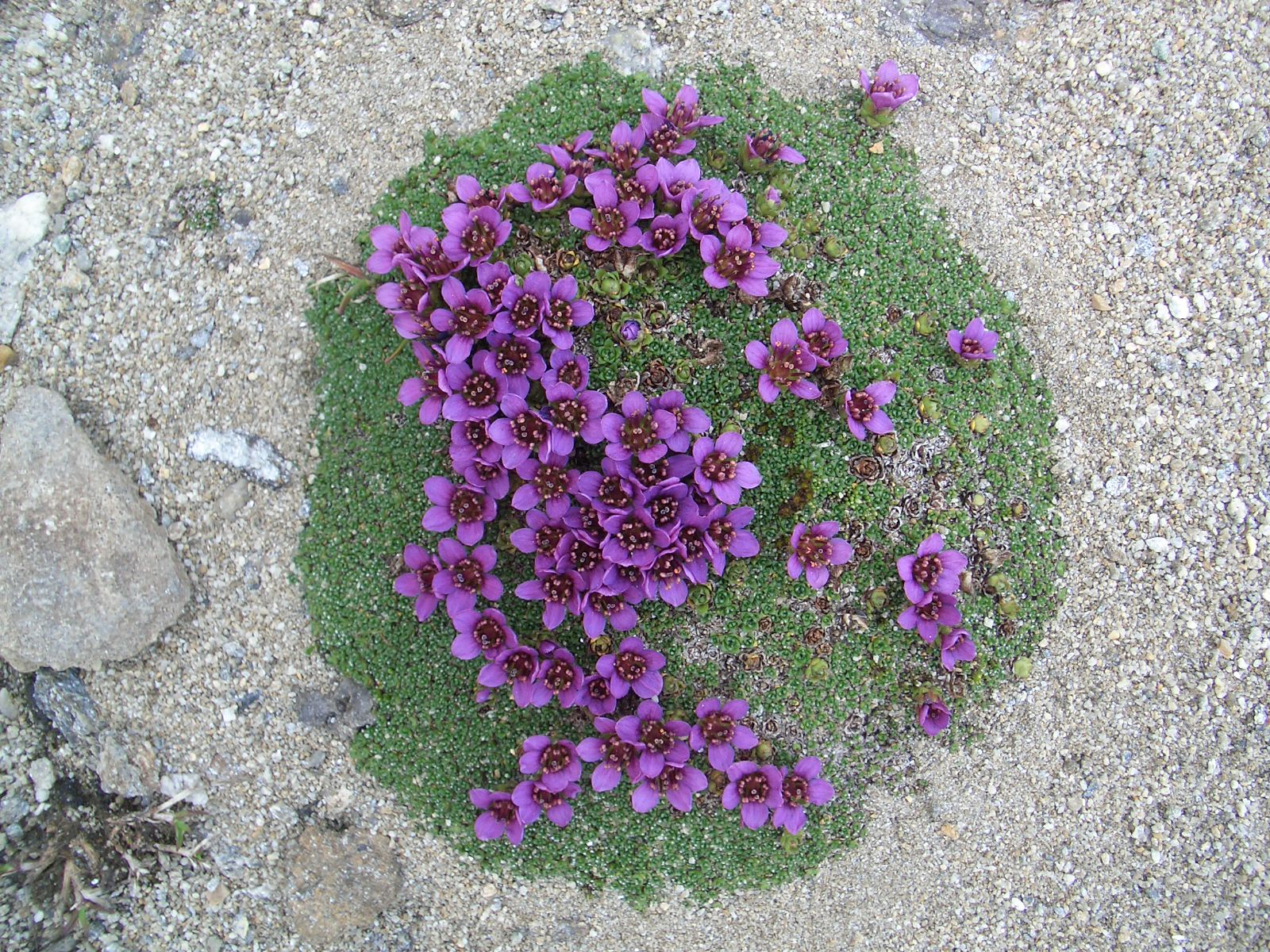
Saxifraga rudolphiana
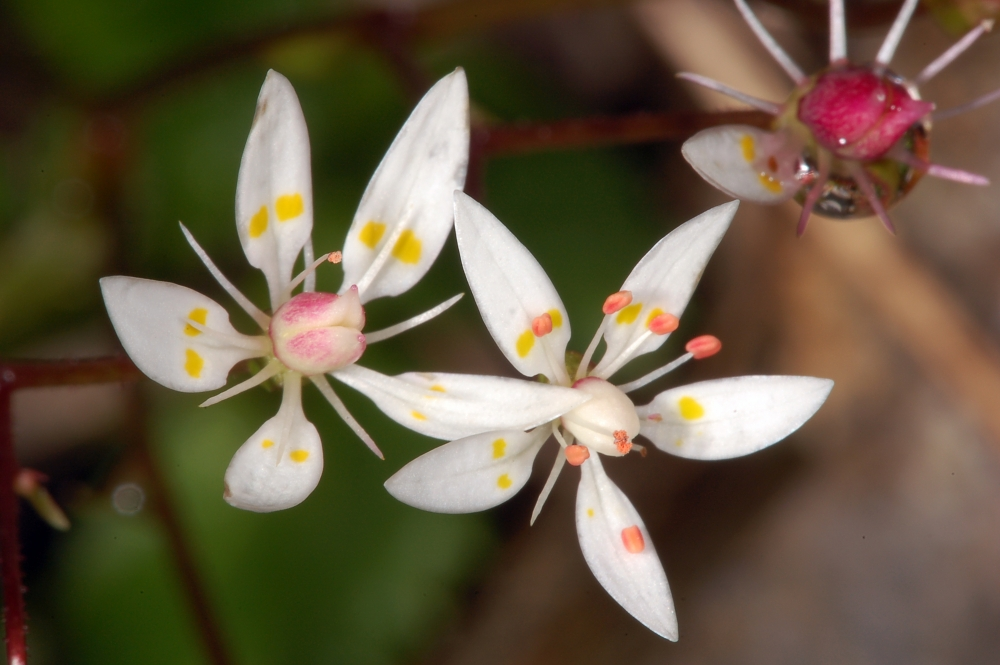
Saxifraga stellaris